# Episcotia
Episcotia là một chi bướm đêm thuộc họ Noctuidae.